# Coleophora mediterranea
Coleophora mediterranea is een vlinder uit de familie kokermotten (Coleophoridae). De wetenschappelijke naam is voor het eerst geldig gepubliceerd in 1990 door Baldizzone.
De soort komt voor in Europa.